# Afrikaans kampioenschap voetbal 1998
De African Cup of Nations 1998 was de 21e editie van de Afrika Cup, het kampioenschap voor nationale voetbalelftallen. Het vond van 7 tot en met 28 februari plaats in Burkina Faso. Er werd gespeeld in Ouagadougou en Bobo-Dioulasso. Burkina Faso (gastland) en Zuid-Afrika (titelverdediger) waren automatisch geplaatst voor de eindronde waar zestien landen aan deelnamen. Egypte was het tweede land, na Ghana, dat de Afrika Cup voor de vierde keer won.

## Kwalificatie

### Gekwalificeerde landen

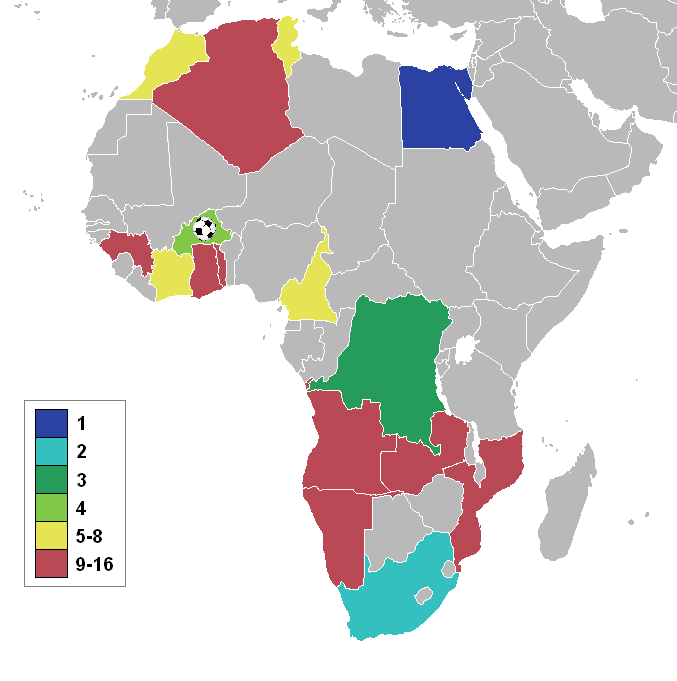
Deelnemende landen

| Land           | Aantal deelnames | Deelnames op rij | Vorige deelname |
| -------------- | ---------------- | ---------------- | --------------- |
| Algerije       | 10e              | 2                | 1996            |
| Angola         | 2e               | 2                | 1996            |
| Burkina Faso   | 3e               | 2                | 1996            |
| Congo-Kinshasa | 11e              | 4                | 1996            |
| Egypte         | 16e              | 8                | 1996            |
| Ghana          | 12e              | 4                | 1996            |
| Guinee         | 6e               | 1                | 1994            |
| Ivoorkust      | 13e              | 8                | 1996            |
| Kameroen       | 10e              | 2                | 1996            |
| Marokko        | 8e               | 1                | 1992            |
| Mozambique     | 3e               | 2                | 1996            |
| Namibië        | 1e               | 1                | -               |
| Togo           | 2e               | 1                | 1972            |
| Tunesië        | 8e               | 3                | 1996            |
| Zambia         | 9e               | 5                | 1996            |
| Zuid-Afrika    | 2e               | 2                | 1996            |

## Scheidsrechters
| Naam                 | Geboren    | Duels | Kreeg geel | Kreeg voor de tweede keer geel en dus rood | Weggestuurd |
| -------------------- | ---------- | ----- | ---------- | ------------------------------------------ | ----------- |
| Kim Milton Nielsen   | 03/08/1960 | 3     | 8          | -                                          | 1           |
| Abdul Rahman Al-Zeid | 11/01/1959 | 2     | 7          | 2                                          | -           |
| Gamal Al-Ghandour    | 12/06/1957 | 2     | 3          | -                                          | -           |
| Said Belqola         | 30/08/1956 | 2     | 10         | -                                          | -           |
| Lucien Bouchardeau   | 18/12/1961 | 2     | 8          | -                                          | 1           |
| Karim Dahou          |            | 2     | 6          | -                                          | -           |
| Mamadouba Engage     | 05/01/1954 | 2     | 7          | -                                          | -           |
| Young-Joo Kim        | 30/12/1957 | 2     | 4          | -                                          | -           |
| Lim Kee Chong        | 15/05/1960 | 2     | 6          | -                                          | -           |
| Charles Massembe     | 22/11/1953 | 2     | 10         | -                                          | -           |
| Ian McLeod           | 05/03/1954 | 2     | 9          | -                                          | -           |
| Paul Mounguegui      |            | 2     | 9          | -                                          | -           |
| Falla N'Doye         | 04/03/1960 | 2     | 9          | -                                          | -           |
| Kine Tibebu          |            | 2     | 8          | -                                          | -           |
| Omar Yengo           | 19/11/1954 | 2     | 7          | -                                          | 1           |
| Sidi Bekaye          |            | 1     | 6          | -                                          | 2           |
| Totaal               | Totaal     | 32    | 117        | 2                                          | 5           |

## Speelsteden
| Bobo-Dioulasso     | Ouagadougou        | Ouagadougou        | · Bobo-Dioulasso Ouagadougou |
| Stade Municipal    | Stade Municipal    | 4 augustusstadion  | · Bobo-Dioulasso Ouagadougou |
| Capaciteit: 40.000 | Capaciteit: 30.000 | Capaciteit: 40.000 | · Bobo-Dioulasso Ouagadougou |
|                    |                    |                    | · Bobo-Dioulasso Ouagadougou |

## Groepsfase

### Groep A
| Land         | Wed | Win | Gel | Ver | DV | DT | +/– | Pnt |
| ------------ | --- | --- | --- | --- | -- | -- | --- | --- |
| Kameroen     | 3   | 2   | 1   | 0   | 5  | 3  | +2  | 7   |
| Burkina Faso | 3   | 2   | 0   | 1   | 3  | 2  | +1  | 6   |
| Guinee       | 3   | 1   | 1   | 1   | 3  | 3  | 0   | 4   |
| Algerije     | 3   | 0   | 0   | 3   | 2  | 5  | –3  | 0   |

|                                          |              |            |          |                                                                                                 |
| 7 februari 1998 «onderlinge duels» 16:00 | Burkina Faso | 0 – 1      | Kameroen | 4 Augustusstadion, Ouagadougou Toeschouwers: 30.000 Scheidsrechter: Gamal Al-Ghandour ( Egypte) |
| 7 februari 1998 «onderlinge duels» 16:00 |              | Tchami 20' |          | 4 Augustusstadion, Ouagadougou Toeschouwers: 30.000 Scheidsrechter: Gamal Al-Ghandour ( Egypte) |

|                                          |          |            |        |                                                                                             |
| 8 februari 1998 «onderlinge duels» 20:30 | Algerije | 0 – 1      | Guinee | Stade Municipal, Ouagadougou Toeschouwers: 3.000 Scheidsrechter: Lim Kee Chong ( Mauritius) |
| 8 februari 1998 «onderlinge duels» 20:30 |          | Oularé 19' |        | Stade Municipal, Ouagadougou Toeschouwers: 3.000 Scheidsrechter: Lim Kee Chong ( Mauritius) |

|                                           |                    |       |                 |                                                                                              |
| 11 februari 1998 «onderlinge duels» 15:00 | Kameroen           | 2 – 2 | Guinee          | Stade Municipal, Ouagadougou Toeschouwers: 2.000 Scheidsrechter: Young-Joo Kim ( Zuid-Korea) |
| 11 februari 1998 «onderlinge duels» 15:00 | Tchami 9' Womé 44' |       | Oularé 46', 77' | Stade Municipal, Ouagadougou Toeschouwers: 2.000 Scheidsrechter: Young-Joo Kim ( Zuid-Korea) |

|                                           |                                    |       |                 |                                                                                                |
| 11 februari 1998 «onderlinge duels» 20:00 | Burkina Faso                       | 2 – 1 | Algerije        | 4 Augustusstadion, Ouagadougou Toeschouwers: 35.000 Scheidsrechter: Pierre Mounguegui ( Gabon) |
| 11 februari 1998 «onderlinge duels» 20:00 | K. Ouédraogo 65' (pen.) Traoré 77' |       | Saïb 82' (pen.) | 4 Augustusstadion, Ouagadougou Toeschouwers: 35.000 Scheidsrechter: Pierre Mounguegui ( Gabon) |

|                                           |              |       |        | |
| 15 februari 1998 «onderlinge duels» 16:00 | Burkina Faso | 1 – 0 | Guinee | 4 Augustusstadion, Ouagadougou Toeschouwers: 40.000 Scheidsrechter: Omer Yengo ( Congo-Brazzaville) |
| 15 februari 1998 «onderlinge duels» 16:00 | Kambou 85'   |       |        | 4 Augustusstadion, Ouagadougou Toeschouwers: 40.000 Scheidsrechter: Omer Yengo ( Congo-Brazzaville) |

|                                           |                    |       |           |                                                                                          |
| 15 februari 1998 «onderlinge duels» 16:00 | Kameroen           | 2 – 1 | Algerije  | Stade Municipal, Ouagadougou Toeschouwers: 1.000 Scheidsrechter: Kine Tibebu ( Ethiopië) |
| 15 februari 1998 «onderlinge duels» 16:00 | Job 47' Tchami 65' |       | Dziri 40' | Stade Municipal, Ouagadougou Toeschouwers: 1.000 Scheidsrechter: Kine Tibebu ( Ethiopië) |

### Groep B
| Land           | Wed | Win | Gel | Ver | DV | DT | +/– | Pnt |
| -------------- | --- | --- | --- | --- | -- | -- | --- | --- |
| Tunesië        | 3   | 2   | 0   | 1   | 5  | 4  | +1  | 6   |
| Congo-Kinshasa | 3   | 2   | 0   | 1   | 4  | 3  | +1  | 6   |
| Ghana          | 3   | 1   | 0   | 2   | 3  | 3  | 0   | 3   |
| Togo           | 3   | 1   | 0   | 2   | 4  | 6  | –2  | 3   |

|                                          |                                 |       |              |                                                                                          |
| 9 februari 1998 «onderlinge duels» 16:00 | Congo-Kinshasa                  | 2 – 1 | Togo         | Stade Municipal, Ouagadougou Toeschouwers: 4.000 Scheidsrechter: Said Belqola ( Marokko) |
| 9 februari 1998 «onderlinge duels» 16:00 | Tondelua 57' (pen.), 73' (pen.) |       | Tchangai 90' | Stade Municipal, Ouagadougou Toeschouwers: 4.000 Scheidsrechter: Said Belqola ( Marokko) |

|                                          |                     |       |         |                                                                                               |
| 9 februari 1998 «onderlinge duels» 20:30 | Ghana               | 2 – 0 | Tunesië | 4 Augustusstadion, Ouagadougou Toeschouwers: 12.000 Scheidsrechter: Ian McLeod ( Zuid-Afrika) |
| 9 februari 1998 «onderlinge duels» 20:30 | Nyarko 8' Gargo 90' |       |         | 4 Augustusstadion, Ouagadougou Toeschouwers: 12.000 Scheidsrechter: Ian McLeod ( Zuid-Afrika) |

|                                           |                              |       |                |                                                                                          |
| 12 februari 1998 «onderlinge duels» 16:00 | Tunesië                      | 2 – 1 | Congo-Kinshasa | Stade Municipal, Ouagadougou Toeschouwers: 1.000 Scheidsrechter: Kine Tibebu ( Ethiopië) |
| 12 februari 1998 «onderlinge duels» 16:00 | Ben Slimane 31' Tlemcani 76' |       | Kimoto 36'     | Stade Municipal, Ouagadougou Toeschouwers: 1.000 Scheidsrechter: Kine Tibebu ( Ethiopië) |

|                                           |                    |       |                    | |
| 12 februari 1998 «onderlinge duels» 20:30 | Togo               | 2 – 1 | Ghana              | 4 Augustusstadion, Ouagadougou Toeschouwers: 3.000 Scheidsrechter: Omer Yengo ( Congo-Brazzaville) |
| 12 februari 1998 «onderlinge duels» 20:30 | Doté 26' Touré 90' |       | Johnson 83' (pen.) | 4 Augustusstadion, Ouagadougou Toeschouwers: 3.000 Scheidsrechter: Omer Yengo ( Congo-Brazzaville) |

|                                           |                |       |       |                                                                                                |
| 16 februari 1998 «onderlinge duels» 17:00 | Congo-Kinshasa | 1 – 0 | Ghana | 4 Augustusstadion, Ouagadougou Toeschouwers: 3.000 Scheidsrechter: Young-Joo Kim ( Zuid-Korea) |
| 16 februari 1998 «onderlinge duels» 17:00 | Kisombe 77'    |       |       | 4 Augustusstadion, Ouagadougou Toeschouwers: 3.000 Scheidsrechter: Young-Joo Kim ( Zuid-Korea) |

|                                           |                                       |       |                    |                                                                                           |
| 16 februari 1998 «onderlinge duels» 17:00 | Tunesië                               | 3 – 1 | Togo               | Stade Municipal, Ouagadougou Toeschouwers: 800 Scheidsrechter: Pierre Mounguegui ( Gabon) |
| 16 februari 1998 «onderlinge duels» 17:00 | Tlemcani 9' Ben Slimane 12' Gabsi 80' |       | Assignon 4' (pen.) | Stade Municipal, Ouagadougou Toeschouwers: 800 Scheidsrechter: Pierre Mounguegui ( Gabon) |

### Groep C
| Land        | Wed | Win | Gel | Ver | DV | DT | +/– | Pnt |
| ----------- | --- | --- | --- | --- | -- | -- | --- | --- |
| Ivoorkust   | 3   | 2   | 1   | 0   | 10 | 6  | +4  | 7   |
| Zuid-Afrika | 3   | 1   | 2   | 0   | 5  | 2  | +3  | 5   |
| Angola      | 3   | 0   | 2   | 1   | 5  | 8  | –3  | 2   |
| Namibië     | 3   | 0   | 1   | 2   | 7  | 11 | –4  | 1   |

|                                          |             |       |        |                                                                                                  |
| 8 februari 1998 «onderlinge duels» 15:00 | Zuid-Afrika | 0 – 0 | Angola | Stade Municipal, Bobo-Dioulasso Toeschouwers: 20.000 Scheidsrechter: Sidi Bekaye Magassa ( Mali) |
| 8 februari 1998 «onderlinge duels» 15:00 |             |       |        | Stade Municipal, Bobo-Dioulasso Toeschouwers: 20.000 Scheidsrechter: Sidi Bekaye Magassa ( Mali) |

|                                          |                                        |       |                               |                                                                                              |
| 8 februari 1998 «onderlinge duels» 18:00 | Ivoorkust                              | 4 – 3 | Namibië                       | Stade Municipal, Bobo-Dioulasso Toeschouwers: 20.000 Scheidsrechter: Karim Dahou ( Algerije) |
| 8 februari 1998 «onderlinge duels» 18:00 | Tiéhi 2', 39' Bakayoko 34' Diabaté 83' |       | Shivute 46', 73' Mannetti 70' | Stade Municipal, Bobo-Dioulasso Toeschouwers: 20.000 Scheidsrechter: Karim Dahou ( Algerije) |

|                                           |              |       |                    |                                                                                                 |
| 11 februari 1998 «onderlinge duels» 17:15 | Ivoorkust    | 1 – 1 | Zuid-Afrika        | Stade Municipal, Bobo-Dioulasso Toeschouwers: 10.000 Scheidsrechter: Charles Masembe ( Oeganda) |
| 11 februari 1998 «onderlinge duels» 17:15 | Ouattara 88' |       | Mkhalele 8' (pen.) | Stade Municipal, Bobo-Dioulasso Toeschouwers: 10.000 Scheidsrechter: Charles Masembe ( Oeganda) |

|                                           |                                                      |       |                              |                                                                                            |
| 12 februari 1998 «onderlinge duels» 18:15 | Angola                                               | 3 – 3 | Namibië                      | Stade Municipal, Bobo-Dioulasso Toeschouwers: 2.000 Scheidsrechter: Falla Ndoye ( Senegal) |
| 12 februari 1998 «onderlinge duels» 18:15 | Lázaro 46' Paulo Silva 67' (pen.) Miguel Pereira 86' |       | Uri Khob 20', 51' Nauseb 33' | Stade Municipal, Bobo-Dioulasso Toeschouwers: 2.000 Scheidsrechter: Falla Ndoye ( Senegal) |

|                                           |                                                 |       |                               |                                                                                             |
| 16 februari 1998 «onderlinge duels» 20:00 | Ivoorkust                                       | 5 – 2 | Angola                        | Stade Municipal, Ouagadougou Toeschouwers: 4.000 Scheidsrechter: Mamadouba Camara ( Guinee) |
| 16 februari 1998 «onderlinge duels» 20:00 | Guel 8', 23' Tiéhi 43', 81' (pen.) Bakayoko 56' |       | Paulo Silva 27' Quinzinho 52' | Stade Municipal, Ouagadougou Toeschouwers: 4.000 Scheidsrechter: Mamadouba Camara ( Guinee) |

|                                           |                            |       |            |                                                                                             |
| 16 februari 1998 «onderlinge duels» 20:00 | Zuid-Afrika                | 4 – 1 | Namibië    | Stade Municipal, Bobo-Dioulasso Toeschouwers: 9.500 Scheidsrechter: Karim Dahou ( Algerije) |
| 16 februari 1998 «onderlinge duels» 20:00 | McCarthy 8', 11', 19', 21' |       | Uutoni 68' | Stade Municipal, Bobo-Dioulasso Toeschouwers: 9.500 Scheidsrechter: Karim Dahou ( Algerije) |

### Groep D
| Land       | Wed | Win | Gel | Ver | DV | DT | +/– | Pnt |
| ---------- | --- | --- | --- | --- | -- | -- | --- | --- |
| Marokko    | 3   | 2   | 1   | 0   | 5  | 1  | +4  | 7   |
| Egypte     | 3   | 2   | 0   | 1   | 6  | 1  | +5  | 6   |
| Zambia     | 3   | 1   | 1   | 1   | 4  | 6  | –2  | 4   |
| Mozambique | 3   | 0   | 0   | 3   | 1  | 8  | –7  | 0   |

|                                          |           |       |              | |
| 9 februari 1998 «onderlinge duels» 18:15 | Marokko   | 1 – 1 | Zambia       | Stade Municipal, Bobo-Dioulasso Toeschouwers: 10.000 Scheidsrechter: Abdul Rahman Al-Zeid ( Saoedi-Arabië) |
| 9 februari 1998 «onderlinge duels» 18:15 | Bahja 37' |       | Chilumba 87' | Stade Municipal, Bobo-Dioulasso Toeschouwers: 10.000 Scheidsrechter: Abdul Rahman Al-Zeid ( Saoedi-Arabië) |

|                                           |                    |       |            |                                                                                                 |
| 10 februari 1998 «onderlinge duels» 18:00 | Egypte             | 2 – 0 | Mozambique | Stade Municipal, Bobo-Dioulasso Toeschouwers: 20.000 Scheidsrechter: Mamadouba Camara ( Guinee) |
| 10 februari 1998 «onderlinge duels» 18:00 | H. Hassan 14', 44' |       |            | Stade Municipal, Bobo-Dioulasso Toeschouwers: 20.000 Scheidsrechter: Mamadouba Camara ( Guinee) |

|                                           |                                    |       |        | |
| 13 februari 1998 «onderlinge duels» 17:00 | Egypte                             | 4 – 0 | Zambia | Stade Municipal, Bobo-Dioulasso Toeschouwers: 5.000 Scheidsrechter: Kim Milton Nielsen ( Denemarken) |
| 13 februari 1998 «onderlinge duels» 17:00 | H. Hassan 34', 57', 71' Radwan 80' |       |        | Stade Municipal, Bobo-Dioulasso Toeschouwers: 5.000 Scheidsrechter: Kim Milton Nielsen ( Denemarken) |

|                                           |                                       |       |            |                                                                                                 |
| 13 februari 1998 «onderlinge duels» 20:00 | Marokko                               | 3 – 0 | Mozambique | Stade Municipal, Bobo-Dioulasso Toeschouwers: 3.000 Scheidsrechter: Lucien Bouchardeau ( Niger) |
| 13 februari 1998 «onderlinge duels» 20:00 | Chiba 39' El Khattabi 40' Fertout 82' |       |            | Stade Municipal, Bobo-Dioulasso Toeschouwers: 3.000 Scheidsrechter: Lucien Bouchardeau ( Niger) |

|                                           |                                  |       |             |                                                                                            |
| 17 februari 1998 «onderlinge duels» 16:00 | Zambia                           | 3 – 1 | Mozambique  | Stade Municipal, Bobo-Dioulasso Toeschouwers: 3.000 Scheidsrechter: Falla Ndoye ( Senegal) |
| 17 februari 1998 «onderlinge duels» 16:00 | Kilambe 16' Bwalya 43' Tembo 73' |       | Avelino 57' | Stade Municipal, Bobo-Dioulasso Toeschouwers: 3.000 Scheidsrechter: Falla Ndoye ( Senegal) |

|                                           |           |       |        |                                                                                                 |
| 17 februari 1998 «onderlinge duels» 16:00 | Marokko   | 1 – 0 | Egypte | Stade Municipal, Ouagadougou Toeschouwers: 500 Scheidsrechter: Kim Milton Nielsen ( Denemarken) |
| 17 februari 1998 «onderlinge duels» 16:00 | Hadji 90' |       |        | Stade Municipal, Ouagadougou Toeschouwers: 500 Scheidsrechter: Kim Milton Nielsen ( Denemarken) |

## Knock-outfase
|  | kwartfinale                  | kwartfinale                  |                           |       | halve finale              | halve finale              |       |  | finale | finale |
|  |                              |                              |                           |       |                           |                           |       |  |        |        |
|  | 20 februari – Bobo-Dioulasso |                              |                           |       |                           |                           |       |  |        |        |
|  |                              |                              |                           |       |                           |                           |       |  |        |        |
|  | Kameroen                     | 0                            |                           |       |                           |                           |       |  |        |        |
|  | Kameroen                     | 0                            | 25 februari – Ouagadougou |       |                           |                           |       |  |        |        |
|  | Congo-Kinshasa               | 1                            |                           |       |                           |                           |       |  |        |        |
|  | Congo-Kinshasa               | 1                            | Congo-Kinshasa            | 1     |                           |                           |       |  |        |        |
|  | 22 februari – Ouagadougou    |                              | Congo-Kinshasa            | 1     |                           |                           |       |  |        |        |
|  |                              | Zuid-Afrika                  | 2                         |       |                           |                           |       |  |        |        |
|  | Zuid-Afrika                  | Zuid-Afrika                  | 2                         | 2     |                           |                           |       |  |        |        |
|  | Zuid-Afrika                  |                              | 28 februari – Ouagadougou | 2     |                           |                           |       |  |        |        |
|  | Marokko                      | 1                            |                           |       |                           |                           |       |  |        |        |
|  | Marokko                      | 1                            | Zuid-Afrika               | 0     |                           |                           |       |  |        |        |
|  | 21 februari – Ouagadougou    |                              | Zuid-Afrika               | 0     |                           |                           |       |  |        |        |
|  |                              | Egypte                       | 2                         |       |                           |                           |       |  |        |        |
|  | Tunesië                      | Egypte                       | 2                         | 1 (7) |                           |                           |       |  |        |        |
|  | Tunesië                      | 25 februari – Bobo-Dioulasso |                           | 1 (7) |                           |                           |       |  |        |        |
|  | Burkina Faso                 | 1 (8)                        |                           |       |                           |                           |       |  |        |        |
|  | Burkina Faso                 | 1 (8)                        | Burkina Faso              | 0     | derde plaats              | derde plaats              |       |  |        |        |
|  | 21 februari – Ouagadougou    |                              | Burkina Faso              | 0     | derde plaats              | derde plaats              |       |  |        |        |
|  |                              | Egypte                       | 2                         |       | 27 februari – Ouagadougou | 27 februari – Ouagadougou |       |  |        |        |
|  | Ivoorkust                    | Egypte                       | 2                         | 0 (4) | 27 februari – Ouagadougou | 27 februari – Ouagadougou |       |  |        |        |
|  | Ivoorkust                    |                              |                           |       |                           | Congo-Kinshasa            | 4 (4) |  |        |        |
|  | Egypte                       | 0 (5)                        |                           |       |                           | Congo-Kinshasa            | 4 (4) |  |        |        |
|  | Egypte                       | 0 (5)                        | Burkina Faso              | 4 (1) |                           |                           |       |  |        |        |
|  |                              |                              | Burkina Faso              | 4 (1) |                           |                           |       |  |        |        |

### Kwartfinale
|                                           |          |              |                | |
| 20 februari 1998 «onderlinge duels» 16:00 | Kameroen | 0 – 1        | Congo-Kinshasa | Stade Municipal, Bobo-Dioulasso Toeschouwers: 5.000 Scheidsrechter: Abdul Rahman Al-Zeid ( Saoedi-Arabië) |
| 20 februari 1998 «onderlinge duels» 16:00 |          | Tondelua 30' |                | Stade Municipal, Bobo-Dioulasso Toeschouwers: 5.000 Scheidsrechter: Abdul Rahman Al-Zeid ( Saoedi-Arabië) |

|                                           |                                                                            |            |                                                                                           |                                                                                                |
| 21 februari 1998 «onderlinge duels» 17:00 | Tunesië                                                                    | 1 – 1 (nv) | Burkina Faso                                                                              | 4 Augustusstadion, Ouagadougou Toeschouwers: 35.000 Scheidsrechter: Lim Kee Chong ( Mauritius) |
| 21 februari 1998 «onderlinge duels» 17:00 | Gabsi 89'                                                                  |            | K. Ouédraogo 45' (pen.)                                                                   | 4 Augustusstadion, Ouagadougou Toeschouwers: 35.000 Scheidsrechter: Lim Kee Chong ( Mauritius) |
| 21 februari 1998 «onderlinge duels» 17:00 | Strafschoppen                                                              |            |                                                                                           | 4 Augustusstadion, Ouagadougou Toeschouwers: 35.000 Scheidsrechter: Lim Kee Chong ( Mauritius) |
| 21 februari 1998 «onderlinge duels» 17:00 | Rouissi Badra Bouazizi Chihi Jelassi Baya Gabsi Ghodhbane Hicheri Trabelsi | 7 – 8      | S. Traoré F. Sanou Nana Tallé A. Ouédraogo Zongo B. Traoré Diabaté Liade Gnonka Coulibaly | 4 Augustusstadion, Ouagadougou Toeschouwers: 35.000 Scheidsrechter: Lim Kee Chong ( Mauritius) |

|                                           |                                          |            |                                   |                                                                                             |
| 21 februari 1998 «onderlinge duels» 20:00 | Ivoorkust                                | 0 – 0 (nv) | Egypte                            | Stade Municipal, Ouagadougou Toeschouwers: 20.000 Scheidsrechter: Ian McLeod ( Zuid-Afrika) |
| 21 februari 1998 «onderlinge duels» 20:00 |                                          |            |                                   | Stade Municipal, Ouagadougou Toeschouwers: 20.000 Scheidsrechter: Ian McLeod ( Zuid-Afrika) |
| 21 februari 1998 «onderlinge duels» 20:00 | Strafschoppen                            |            |                                   | Stade Municipal, Ouagadougou Toeschouwers: 20.000 Scheidsrechter: Ian McLeod ( Zuid-Afrika) |
| 21 februari 1998 «onderlinge duels» 20:00 | Domoraud Guel Diomandé Bakayoko Ouattara | 4 – 5      | Ramzy Radwan Kamouna Mostafa Imam | Stade Municipal, Ouagadougou Toeschouwers: 20.000 Scheidsrechter: Ian McLeod ( Zuid-Afrika) |

|                                           |           |       |                         |                                                                                              |
| 22 februari 1998 «onderlinge duels» 16:00 | Marokko   | 1 – 2 | Zuid-Afrika             | Stade Municipal, Ouagadougou Toeschouwers: 2.000 Scheidsrechter: Lucien Bouchardeau ( Niger) |
| 22 februari 1998 «onderlinge duels» 16:00 | Chiba 36' |       | McCarthy 22' Nyathi 79' | Stade Municipal, Ouagadougou Toeschouwers: 2.000 Scheidsrechter: Lucien Bouchardeau ( Niger) |

### Halve finale
|                                           |                   |            |                    |                                                                                               |
| 25 februari 1998 «onderlinge duels» 16:00 | Congo-Kinshasa    | 1 – 2 (nv) | Zuid-Afrika        | 4 Augustusstadion, Ouagadougou Toeschouwers: 4.000 Scheidsrechter: Charles Masembe ( Oeganda) |
| 25 februari 1998 «onderlinge duels» 16:00 | Bembuana-Keve 48' |            | McCarthy 60', 112' | 4 Augustusstadion, Ouagadougou Toeschouwers: 4.000 Scheidsrechter: Charles Masembe ( Oeganda) |

|                                           |              |                    |        | |
| 25 februari 1998 «onderlinge duels» 20:00 | Burkina Faso | 0 – 2              | Egypte | Stade Municipal, Bobo-Dioulasso Toeschouwers: 40.000 Scheidsrechter: Kim Milton Nielsen ( Denemarken) |
| 25 februari 1998 «onderlinge duels» 20:00 |              | H. Hassan 40', 71' |        | Stade Municipal, Bobo-Dioulasso Toeschouwers: 40.000 Scheidsrechter: Kim Milton Nielsen ( Denemarken) |

### Troostfinale
|                                           |                                            |            |                                               |                                                                                               |
| 27 februari 1998 «onderlinge duels» 16:00 | Congo-Kinshasa                             | 4 – 4 (nv) | Burkina Faso                                  | Stade Municipal, Ouagadougou Toeschouwers: 25.000 Scheidsrechter: Gamal Al-Ghandour ( Egypte) |
| 27 februari 1998 «onderlinge duels» 16:00 | Mungongo 76', 89' Kasongo 86' Tondelua 88' |            | A. Ouédraogo 6' Barro 52' Napon 56' Tallé 86' | Stade Municipal, Ouagadougou Toeschouwers: 25.000 Scheidsrechter: Gamal Al-Ghandour ( Egypte) |
| 27 februari 1998 «onderlinge duels» 16:00 | Strafschoppen                              |            |                                               | Stade Municipal, Ouagadougou Toeschouwers: 25.000 Scheidsrechter: Gamal Al-Ghandour ( Egypte) |
| 27 februari 1998 «onderlinge duels» 16:00 | Simba Mamale Kisombe Selenge               | 4 – 1      | S. Traoré F. Sanou Diabaté                    | Stade Municipal, Ouagadougou Toeschouwers: 25.000 Scheidsrechter: Gamal Al-Ghandour ( Egypte) |

### Finale
|                                           |             |                          |        |                                                                                             |
| 28 februari 1998 «onderlinge duels» 16:00 | Zuid-Afrika | 0 – 2                    | Egypte | 4 Augustusstadion, Ouagadougou Toeschouwers: 40.000 Scheidsrechter: Said Belqola ( Marokko) |
| 28 februari 1998 «onderlinge duels» 16:00 |             | A. Hassan 5' Mostafa 13' |        | 4 Augustusstadion, Ouagadougou Toeschouwers: 40.000 Scheidsrechter: Said Belqola ( Marokko) |

| Afrika Cup 1998  |
| ---------------- |
| EGYPTE 4de titel |

## Doelpuntenmakers
7 doelpunten
- Hossam Hassan
- Benedict McCarthy

4 doelpunten
- Jerry Tondelua
- Joël Tiéhi

3 doelpunten
- Alphonse Tchami
- Souleymane Oularé

2 doelpunten
- Paulo Silva
- Kassoum Ouédraogo
- Lokenge Mungongo
- Ibrahima Bakayoko

- Tchiressoua Guel
- Saïd Chiba
- Eliphas Shivute
- Gervatius Uri Khob

- Mehdi Ben Slimane
- Hassan Gabsi
- Ziad Tlemcani

1 doelpunt
- Billel Dziri
- Moussa Saïb
- Lázaro
- Miguel Pereira
- Quinzinho
- Oumar Barro
- Roméo Kambou
- Sidi Napon
- Alassane Ouédraogo
- Ibrahima Tallé
- Seydou Traoré
- Joseph-Désiré Job
- Pierre Womé
- Eddy Bembuana-Keve
- Banza Kasongo

- Okitankoyi Kimoto
- Mundaba Kisombe
- Lassina Diabaté
- Ahmed Ouattara
- Ahmed Hassan
- Tarek Mostafa
- Yasser Radwan
- Mohammed Gargo
- Samuel Johnson
- Alex Nyarko
- Ahmed Bahja
- Ali El Khattabi
- Youssef Fertout
- Mustapha Hadji

- Avelino
- Ricardo Mannetti
- Robert Nauseb
- Simon Uutoni
- Helman Mkhalele
- David Nyathi
- Komlan Assignon
- Franck Doté
- Massamasso Tchangai
- Mohamed Coubadja Touré
- Kalusha Bwalya
- Tenant Chilumba
- Rotson Kilambe
- Masauso Tembo